# Luísa Isabel da França
Luísa Isabel de França (em francês:  Louise Élisabeth de France; Versalhes, 14 de agosto de 1727 – Versalhes, 6 de dezembro de 1759) foi uma Infanta da Espanha e Duquesa de Parma e Placência como consorte de Filipe, Duque de Parma. Nascida uma princesa francesa, era a filha primogênita do rei Luís XV da França e de sua esposa Maria Leszczyńska.

## Biografia

### Primeiros anos

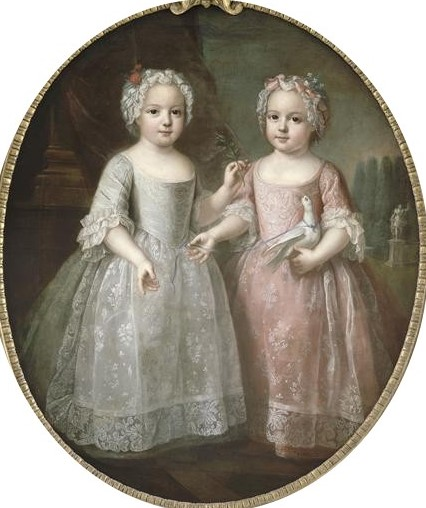
Luísa Isabel (esq.) com sua irmã gêmea Henriqueta Ana

Nascida a 14 de agosto de 1727 em Versalhes, juntamente com sua irmã gêmea Henriqueta Ana, Luísa Isabel era a primogênita do rei Luís XV da França e sua esposa Maria Leszczyńska.  A princesa recebeu os nomes de Maria Luísa Isabel, mas, como filha do rei francês, era titulada Filha da França. Quando ela e a irmã gêmea nasceram, o rei Luís XV, pai aos dezessete anos, emocionado disse: On m'avait dit incapable d'engendrer et j'ai fait coup double ("Foi me dito que era impotente e dei um um golpe duplo"). Na corte era conhecida como Madame Première, Madame Royale ("Madame Real"), tradicional título concedido à filha solteira mais velha do monarca francês, ou simplesmente Madame. O rei chamava-a de Babette.
Foi criada em Versalhes juntamente com as duas irmãs, Henriqueta Ana e Maria Adelaide e o seu irmão, Luís Fernando, Delfim da França. Juntamente com o delfim, foi a única dos dez irmãos que se casou. Ao contrário das irmãs mais novas Vitória, Sofia Filipina e Luísa Maria, que foram enviadas para a Abadia de Fontevraud para aí serem criadas, Luísa Isabel cresceu no seio de uma família carinhosa. Inteligente e precoce, era fisicamente parecida com o pai, de quem era a filha favorita.

### Casamento

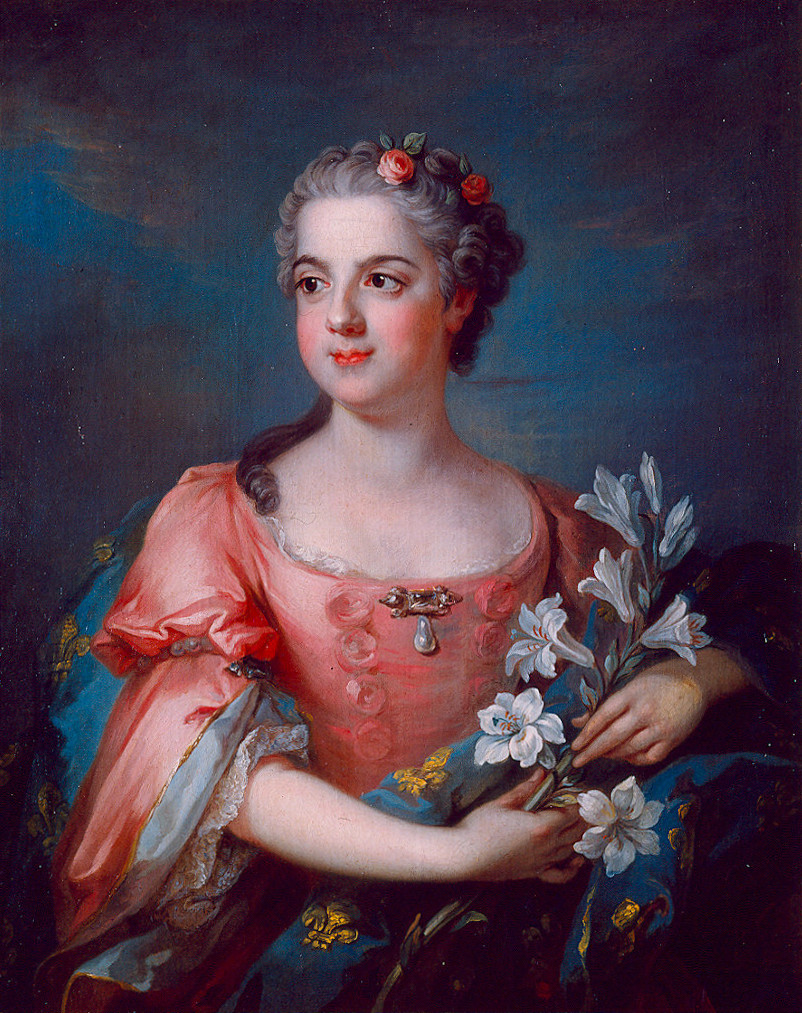
Luísa Isabel

A fevereiro de 1739, quando Luísa Isabel tinha doze anos, foi anunciado o seu compromisso com o infante Filipe da Espanha. Filipe era o terceiro filho do rei Filipe V da Espanha, tio de Luís XV. O noivado prosseguiu com a tradição de cimentar as alianças entre as duas potências católicas Espanha e França através do casamento. Porém, o noivado foi mal recebido na corte francesa, uma vez que Filipe era apenas o terceiro na linha de sucessão, sendo reduzida a possibilidade de alguma vez vir a ocupar o trono espanhol. Barrister Barbier escreveu em seu diário: "Parece extraordinário que a filha mais velha da França não se case com uma cabeça coroada", e o Marquês d'Argenson especulou que o casamento foi arranjado apenas por causa de um plano para fazer do infante o próximo rei de Nápoles e Sicília. A própria Luísa Isabel considerou seu destino menos glorioso do que ela tinha o direito de esperar, e quando lhe perguntaram se ela se sentiria satisfeita por ser chamada de Infanta, seu rosto supostamente contraiu-se em uma careta de desprezo.
Luísa Isabel casou-se por procuração a 26 de agosto de 1739, passando a ser conhecida como Madame Infante. O casamento foi marcado por celebrações faustosas. Finalmente, no dia 30 de agosto, Luísa Isabel partiu de Versalhes para Espanha. O adeus de Luísa Isabel à família foi copioso, tendo-se despedido da amada irmã gémea com as seguintes palavras: C’est pour toujours, mon Dieu, c’est pour toujours! ("É para sempre, meu Deus, é para sempre!").[carece de fontes?]
Já em território espanhol, Luísa Isabel conheceu finalmente o marido, de dezanove anos, em Alcalá de Henares, situado a 30km de Madrid. O casamento teve lugar no dia 25 de outubro de 1739.

### Infanta da Espanha

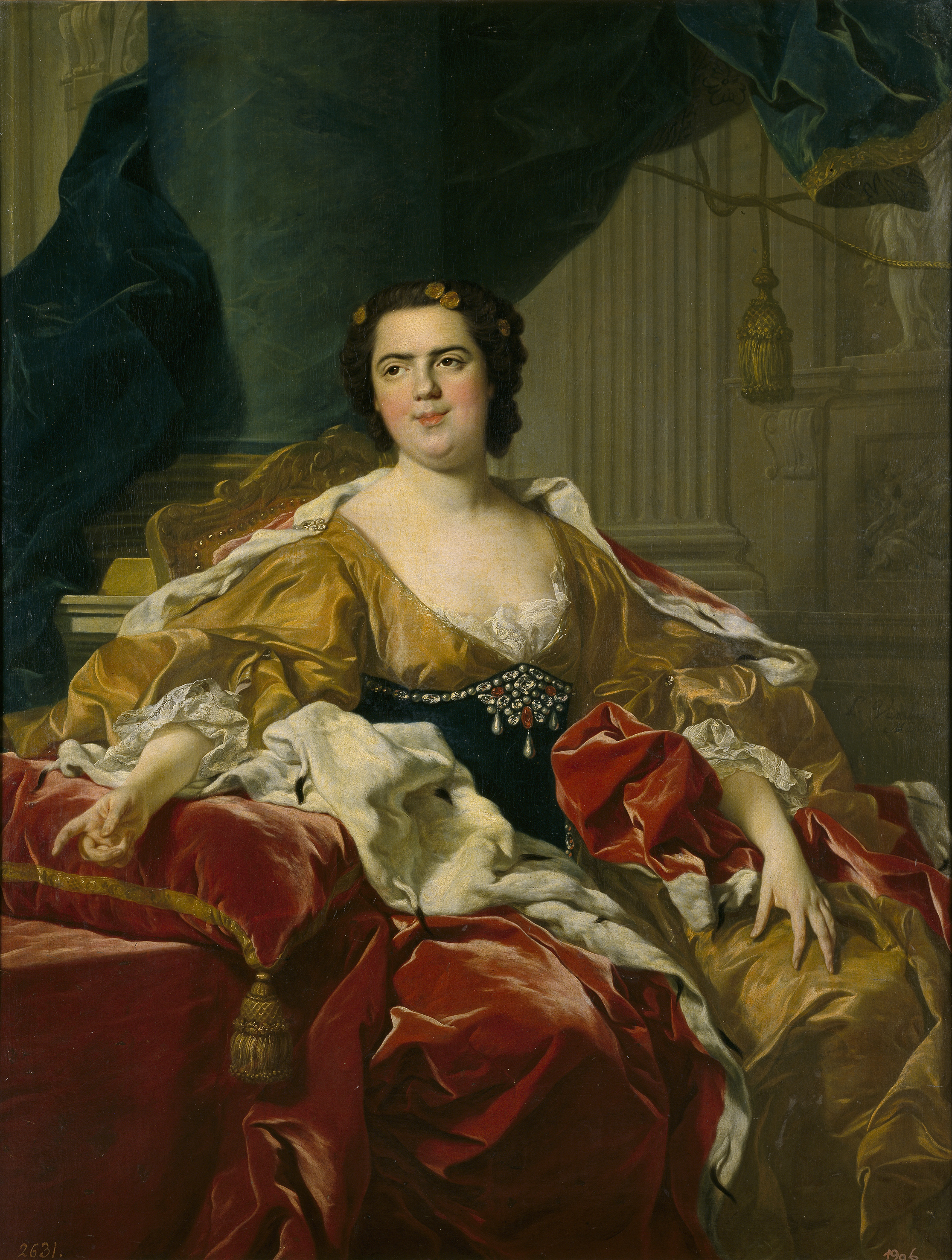
A Infanta por Louis-Michel van Loo

Luísa Isabel fez um sucesso pessoal ao chegar à Espanha e logo se tornou o "ídolo de Madrid". Ela causou impressões favoráveis em seu sogro, o rei Filipe V, e no príncipe Filipe, embora seu relacionamento com sua sogra, Isabel Farnésio, logo se tornou de antipatia mútua. A rainha ficou descontente porque o dote da princesa não foi pago pela França, tampouco a França ajudou a Espanha na guerra com a Grã-Bretanha; além disso, após cerca de seis meses, a rainha percebeu que não seria capaz de controlar ou dominar Luísa Isabel, como ela estava acostumada a fazer com seu marido e filho, e que sua nora poderia suplantar sua própria influência sobre seu filho. Como resultado, Luísa Isabel passou a maior parte do tempo longe da rainha, brincando com bonecas e mimando a filha, Isabel, nascida quando ela tinha apenas catorze anos, e escrevendo ao pai relatando a sua infelicidade.

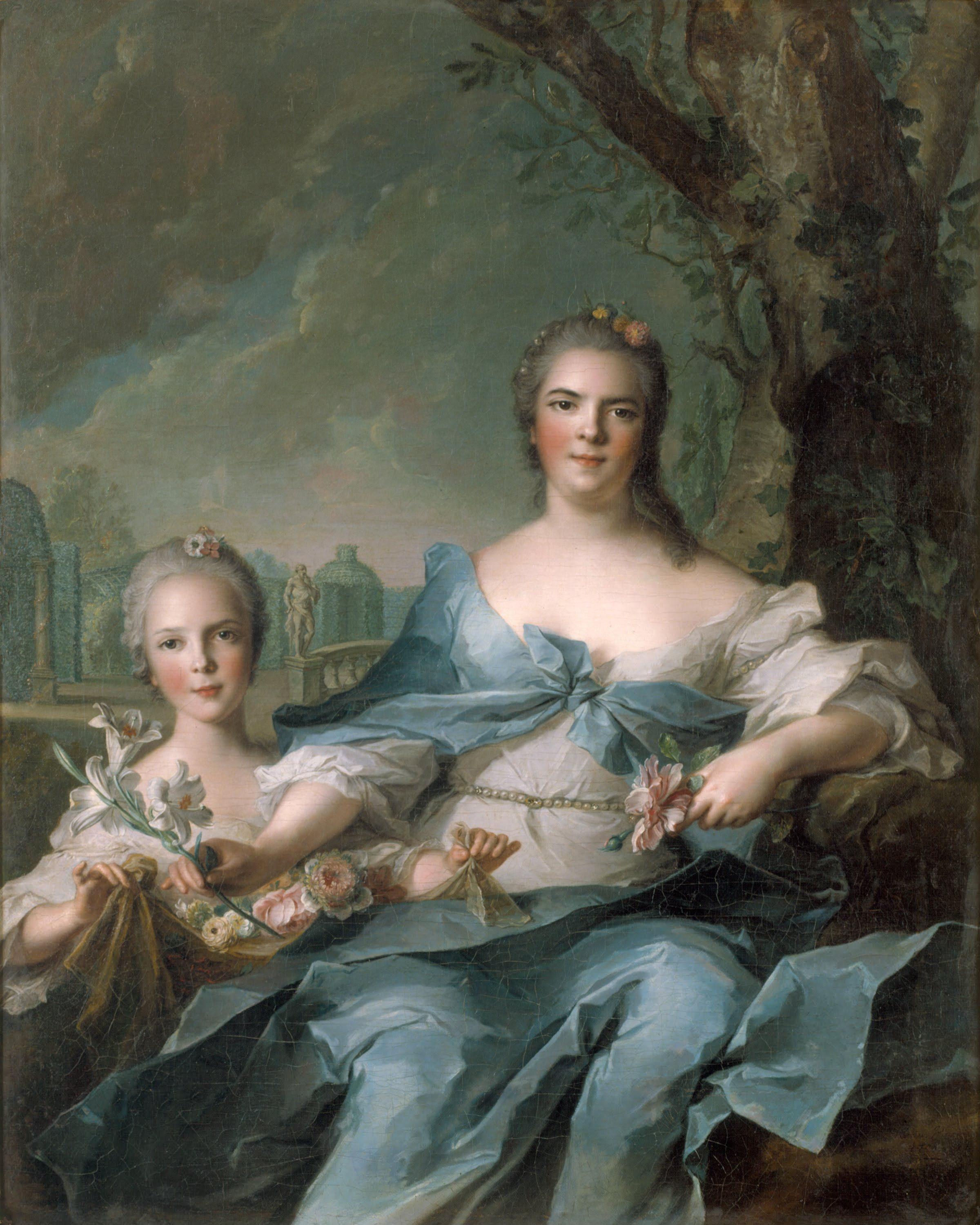
Luísa Isabel e sua filha Isabel, por Jean-Marc Nattier

A agora infanta logo passou a dominar o marido; embora ele fosse oito anos mais velho que ela, ele, como seu pai, era supostamente de natureza tímida, passiva e submissa, e Luísa Isabel supostamente sentia afeição por ele, mas geralmente o tratava como "um menino muito mais jovem do que ela, embora ele fosse oito anos mais velho do que ela". O Duque de Luynes observou mais tarde: "Embora o príncipe, aos vinte e oito anos, seja tão infantil como aos quatorze ou quinze, ele tem, no entanto, uma consideração afetuosa pela infanta".
A infanta foi descrita como "afiada, ambiciosa e empreendedora, incansável em suas energias e apaixonadamente apaixonada por mudar a Europa em benefício de sua dinastia, de imbuir todos com amor pela França e de fazer de seu filho um príncipe digno de seus grandes antepassados franceses". Ela não estava satisfeita com sua posição como esposa de um príncipe sem perspectivas de ser rei; ela manteve contato com a corte francesa, em particular com sua irmã gêmea, e informando seu irmão, o Delfim, de todos os eventos na corte espanhola, e já a 1740 estabeleceu uma rede de contatos na corte francesa para ajudá-la em sua ambição de obter uma posição independente para ela e seu cônjuge, "digna do nascimento de ambos". Sua irmã gêmea, Henriqueta, também considerada habitualmente apática em relação à política, teria se dedicado apaixonadamente ao trabalho para a ambição política de sua gêmea mais velha, assim como sua irmã mais nova Maria Adelaide e sua cunhada, a infanta Maria Teresa Rafaela da Espanha; os poderosos Conde de Noailles e Conde de Maurepas, aliaram-se à Madame Infante para conseguir o mesmo, e o embaixador francês em Madrid, Monsenhor Vaurdal, arcebispo de Reims, estaria tão disposto a ajudar que foi ridicularizado por isso.
A 1741, Filipe foi chamado para servir na Guerra da Sucessão Austríaca, através da qual se esperava que ele pudesse assegurar um dos ducados do norte da Itália. A rainha Isabel Farnésio, supostamente certificou-se de que Filipe permanecesse no acampamento durante quase toda a guerra, separado de sua esposa, a fim de evitar que ela substituísse sua mãe em seu afeto; através de sua correspondência, a rainha perguntou repetidamente ao filho se ele amava sua esposa: "Quero saber se você ama-a" e "Diga-me a verdade!". Apesar da antipatia mútua entre a infanta e sua sogra, elas estavam de fato unidas em suas ambições pelo infante Filipe. Durante a guerra, a rainha trabalhou para garantir a seu filho um trono na Itália, enquanto sua nora usou sua rede de contatos para fazer o mesmo. Seu objetivo foi alcançado com o Tratado de Aquisgrão a 1748, que que pôs termo à Guerra da Sucessão Austríaca, e forçou a imperatriz Maria Teresa da Áustria a ceder os ducados de Parma, Placência e Guastalla à Espanha. Luísa Isabel e o marido tornaram-se Duques de Parma.

### Duquesa de Parma

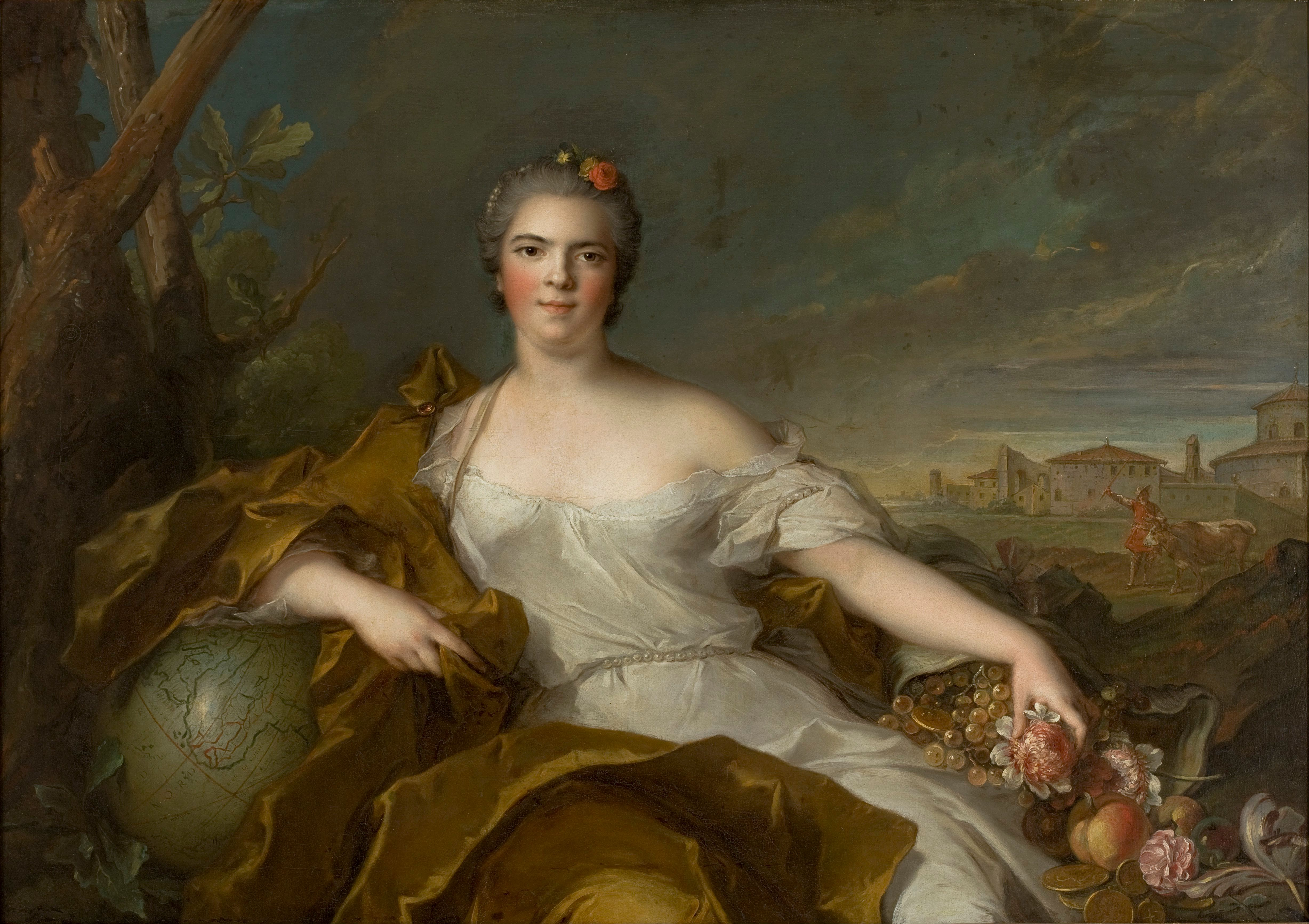
Luísa Isabel - A Terra
Por Jean-Marc Nattier, 1751. No Museu de Arte de São Paulo

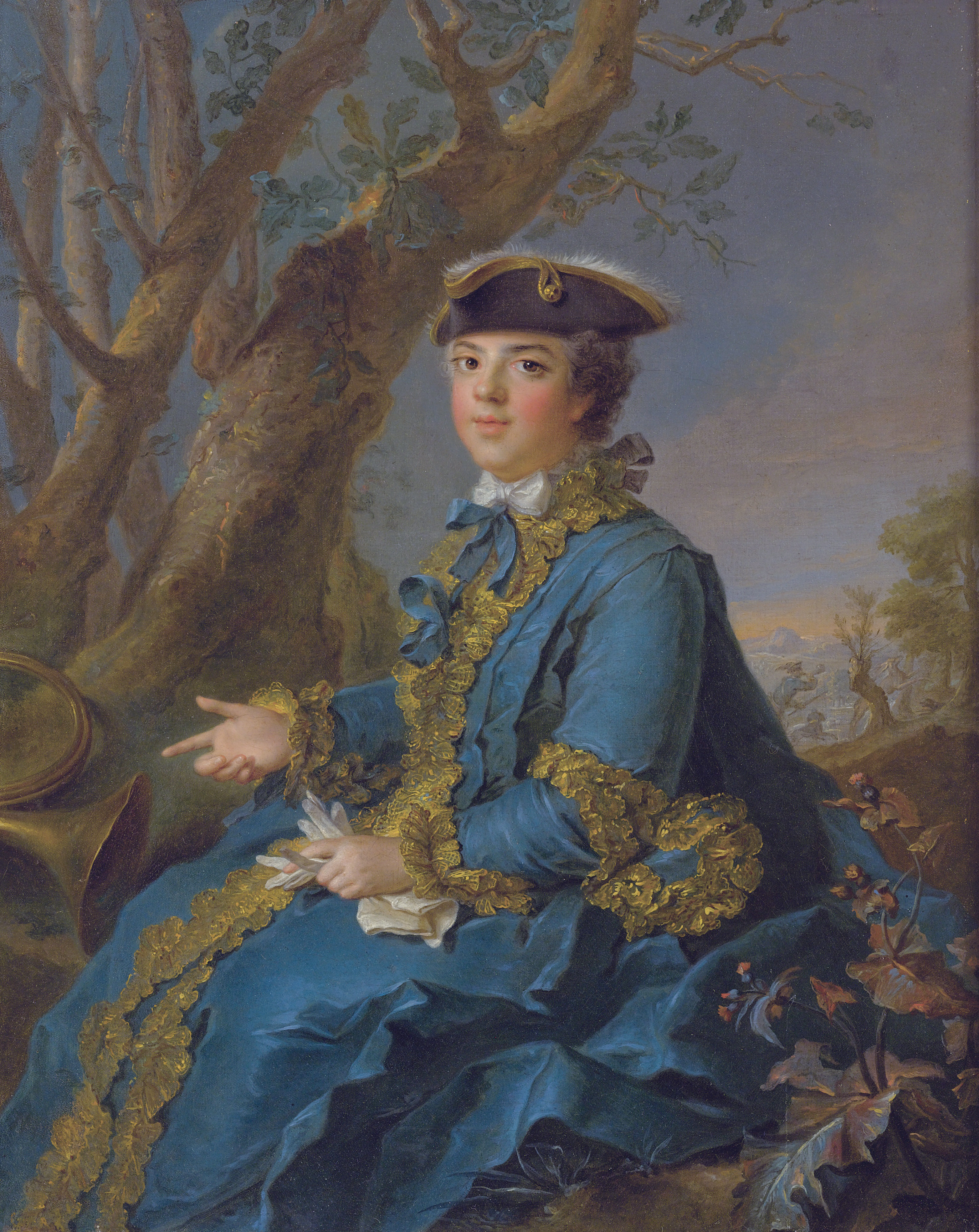
A Duquesa de Parma em traje de caça, por Jean-Marc Nattier

Após o Tratado de Aquisgrão, a 1748, Luísa Isabel conseguiu sair da Espanha. Ela ficou satisfeita com sua nova posição, mas sentiu necessidade de obter uma renda independente da Espanha, então partiu para a corte francesa com a ambição de obter uma renda de seu pai. Luísa Isabel foi recebida em Choisy por sua irmã gêmea e seu irmão, o Delfim. Ela chegou a Versalhes a 11 de dezembro de 1748 com uma comitiva composta por sua camareira-mor, a Marquesa de Lcyde, seu secretário de Estado, o Duque de Monteiano, e três damas de honra. A corte francesa ficou espantada com sua falta de pompa; dizia-se que ela não parecia possuir mais roupas do que aquelas que levara da França nove anos antes. Durante este primeiro regresso ao seu país natal, um membro da corte descreveu Luísa Isabel como "encantadora, com olhos penetrantes e inteligência expressa". Outro observador, menos favorável, afirmou que ela era "uma jovem bem-dotada, amadurecida pela maternidade". Durante sua estada em Versalhes, ela passou a maior parte do tempo com seu pai, o rei, que a visitava várias vezes ao dia através de uma escada privada para discutir negócios com ela. Ela alcançou seu objetivo com sucesso quando seu pai concedeu uma pensão de duzentos mil francos ao duque de Parma. Sua forte vontade e influência sobre seu pai supostamente preocuparam a amante do rei, Madame de Pompadour. Quando deixou Versalhes Luísa Isabel, a 18 de outubro de 1749, levou consigo uma comitiva francesa de seguidores e um enxoval com tantos vestidos que o Marquês d'Argenson comentou que sua viagem havia custado ao Estado mil e duzentas mil libras.
A dezembro de 1749, Luísa Isabel e seu séquito de cortesãos espanhóis e franceses chegaram ao Ducado de Parma, onde foram recebidos por Filipe e saudados por festas públicas em sua homenagem. Em Parma, ela e Filipe residiram no Palácio Ducal de Colorno. Anteriormente, o duque predecessor e irmão de Filipe, Carlos, teria despojado o palácio de grande parte de sua decoração interior e móveis e a residência também não tinha um jardim. A nova duquesa gastou grandes somas para criar uma residência e uma corte ao seu gosto; todo o arranjo e plano da residência foi redesenhado, e ela organizou cerimônias da corte e recebeu inúmeras festividades, como ópera seis vezes por semana e viagens à segunda residência em Colona e Placência . Para reforçar o status do ducado, apesar do fato que o mesmo já estava formalmente sob a proteção da França e da Espanha, ela também introduziu a presença de um regimento de cem carabineiros e um regimento de couraceiros.

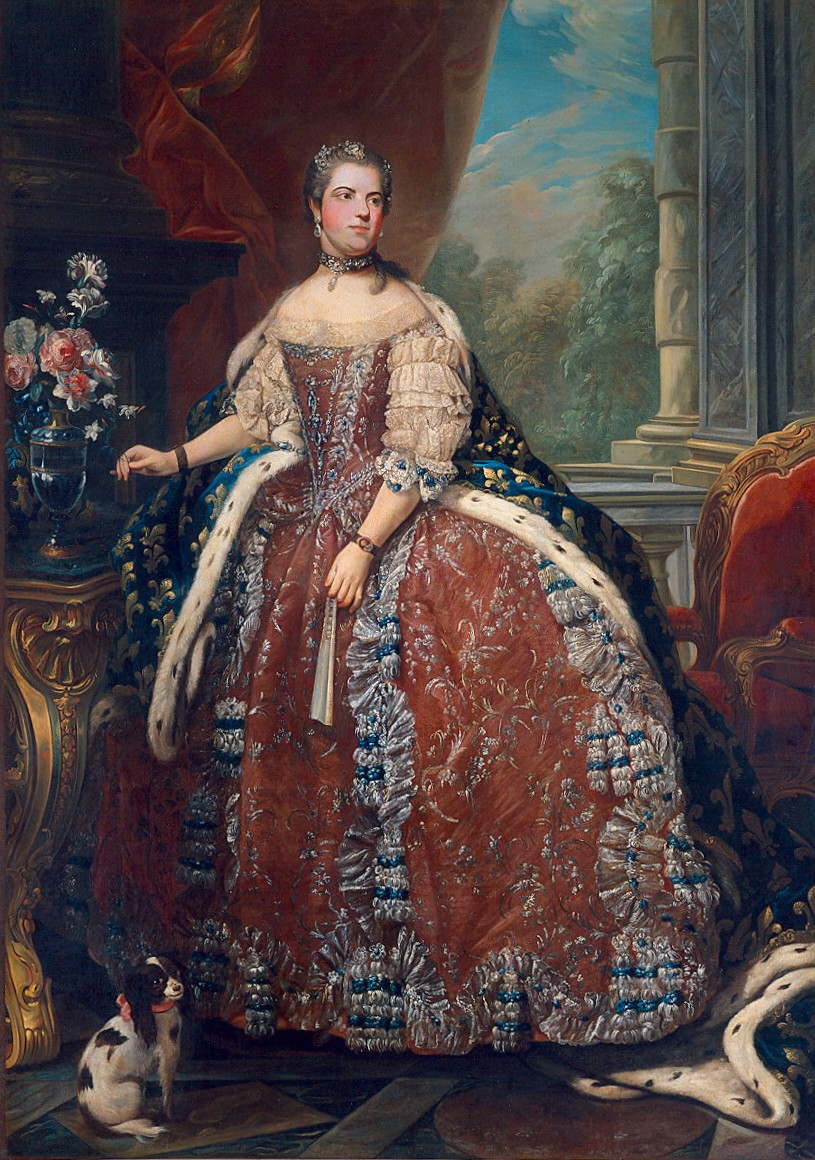
Retrato póstumo da Duquesa de Parma, por Louis-Michel van Loo, 1765

Como duquesa de Parma, Luísa Isabel estava ativamente envolvida nos assuntos do Estado; Filipe nunca negociou nenhum acordo sem antes consultá-la, e ela, por sua vez, nunca tomou uma decisão sem considerar a opinião da França e de seus conselheiros franceses. A maioria dos funcionários da corte e do governo eram franceses, e o francês era a língua falada na corte, mesmo por Filipe, que, apesar de espanhol, recebeu uma educação francesa. A influência francesa em Parma não era popular; a opinião pública se enfureceu contra os governantes franceses e espanhóis. A 1750, a dama de companhia da duquesa, Madame de Leydc, teria envenenado o ministro-chefe da França em Parma, supostamente por ser francês. O estresse financeiro do ducado era também gerou grande descontentamento.
A irmã gêmea da duquesa, Henriqueta Ana, morreu a 1752, e Luísa Isabel retornou à França em setembro, visitando seu túmulo em Saint-Denis e permanecendo em Versalhes por quase um ano. Ela trouxe consigo o Duque de Noailles, que a auxiliou nas transações políticas que ela manteve com seu pai durante sua estada, ajudando-a a navegar entre as facções do partido na corte. Luísa Isabel apresentou a Luís XV e seus ministros um relatório do estado de Parma, enfatizando sua necessidade financeira. O Duque de Noailles foi enviado ao embaixador francês em Madrid para abrir negociações entre França e Espanha sobre as contribuições do ducado a janeiro de 1753, nas quais a duquesa participou com todos os seus contatos na França e na Espanha, apoiando a sugestão francesa de que a França e a Espanha compartilharia as despesas do ducado se este pudesse garantir sua independência. Pelo acordo franco-espanhol de 1753, o Ducado de Parma recebeu vinte e cinco mil francos, dois milhões em impostos e assistência suplementar quando necessário, além de tornar formal e oficialmente legal a influência francesa em Parma. a duquesa foi saudada e elogiada na França por garantir a influência francesa no exterior por meio deste acordo, no qual ela desempenhou um papel vital.

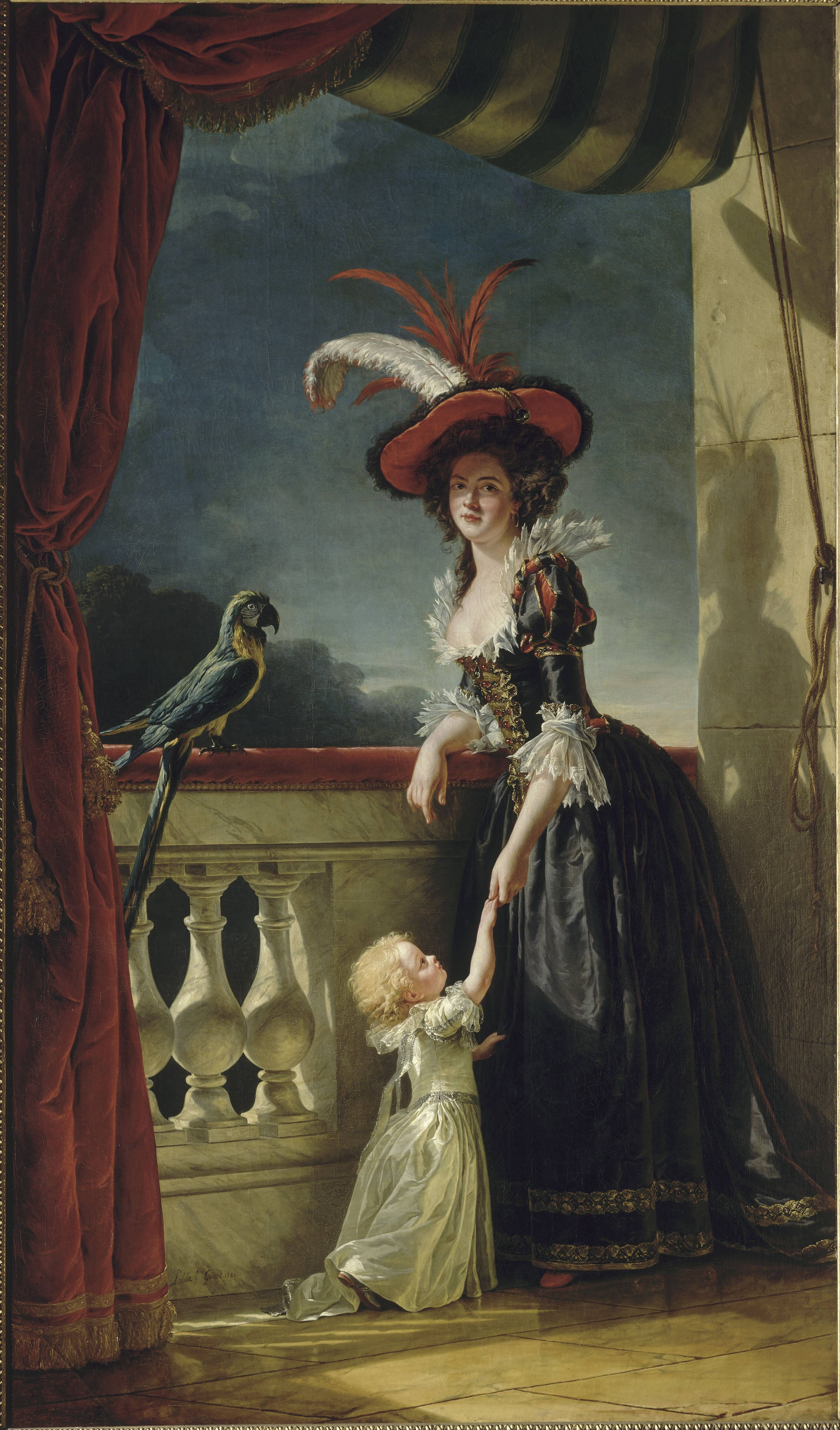
Retrato póstumo da Duquesa de Parma e filho, de Adélaïde Labille-Guiard. As sombras em seu rosto e na parede atrás dela podem simbolizar a morte

A duquesa retornou a Parma a outubro de 1753. Após seu retorno, ela nomeou Guillaume du Tillot como ministro-chefe e administrador do ducado, garantindo sua própria política pró-francesa e marcando a conquista de fato de Parma pela França. Em sua política, Luísa Isabel trabalhou para libertar Parma da influência espanhola; garantir a sucessão do ducado para seu filho e, se possível, obter um trono maior para ele com ajuda francesa; e garantir casamentos dinásticos para suas filhas. De acordo com suas ambições, ela via a Espanha como seu inimigo e, portanto, apoiou o Tratado de Versalhes de 1756, que aliou a França à Áustria. No Tratado, havia sido sugerido que a Áustria cederia os Países Baixos Austríacos como um reino para Filipe, o que seria ainda mais favorável para a França do que ter Parma como vassalo, um plano que foi apoiado tanto por Luísa Isabel quanto por Luís XV. Neste plano, ela trabalhou em conjunto com Madame de Pompadour para garantir a aliança franco-austríaca; ambas também se juntaram em seu apoio ao secretário de Estado de Luís XV, o Duque de Choiseul.
Luísa Isabel voltou à França novamente a setembro de 1757 para participar das negociações entre a França e a Áustria. Ela apoiou o desejo da Áustria de fazer dos Países Baixos Austríacos um reino para Filipe em troca de recuperar a Silésia da Prússia com o apoio da França, pois isso significaria uma independência final da Espanha, mas não teve sucesso. No tratado entre a Espanha e a Áustria de 3 de outubro de 1759, apoiado por Choiseul, a duquesa apenas conseguiu garantir o direito de Filipe de suceder ao trono de Nápoles e da Sicília caso seu irmão Carlos herdasse o trono da Espanha, o que foi uma grande decepção para ela. Durante sua estada na França, ela manteve contato com Filipe por carta e informou-o de seus atos, negociações, esperanças e sucessos, bem como as intenções e ações do governo do pai. Durante este tempo, a duquesa também nomeou o filósofo Condillac como tutor de seu filho, apesar da oposição dos jesuítas, e arranjou o casamento de sua filha Isabel com o arquiduque José da Áustria, que ocorreu a 1760.
A duquesa adoeceu quando se encontrava em Versalhes e morreu de varíola no dia 6 de dezembro de 1759 aos trinta e dois anos.. Foi sepultada na Basílica de Saint-Denis ao lado da irmã gêmea, Henriqueta Ana, a 27 de março do ano seguinte. Os seus túmulos foram profanados e destruídos durante a Revolução Francesa.

## Títulos, estilos e honras

### Títulos e estilos
- 14 de agosto de 1727 – 25 de outubro de 1739: Sua Alteza Real Madame Real
- 25 de outubro de 1739 – 18 de outubro de 1748: Sua Alteza Real, a Infanta da Espanha
- 18 de outubro de 1748 – 6 de dezembro de 1759: Sua Alteza Real, Duquesa de Parma, Placência e Guastalla

### Honras
- Dama da Ordem da Cruz Estrelada[16]

## Descendência

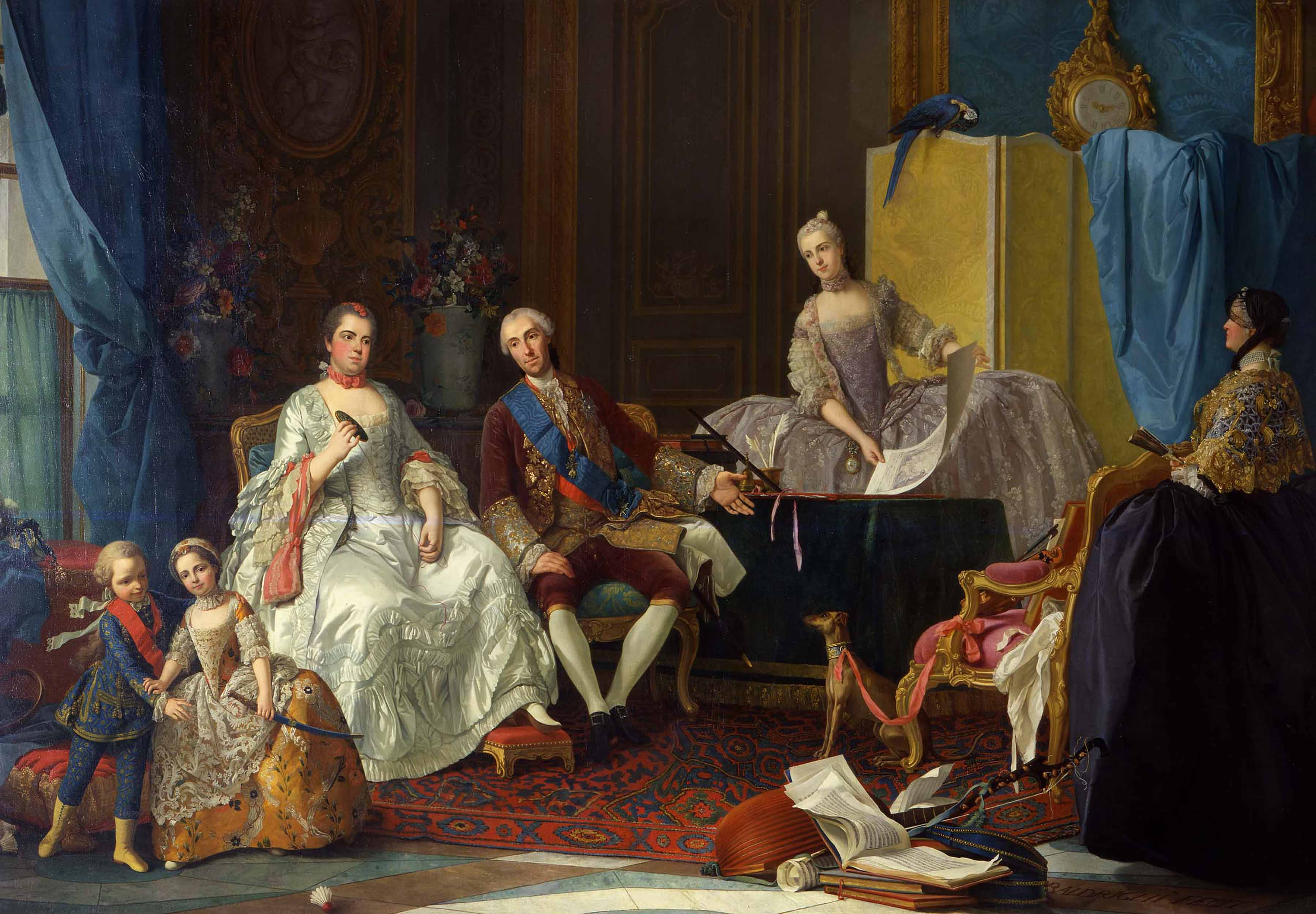
A Família de Filipe, Duque de Parma (1757). Por Giuseppe Baldrighi, Galeria Nacional de Parma, Parma, Itália

| Nome        | Imagem | Nascimento             | Morte                  | Observações                                                                     |
| ----------- | ------ | ---------------------- | ---------------------- | ------------------------------------------------------------------------------- |
| Isabel      |        | 31 de dezembro de 1741 | 27 de novembro de 1763 | Casou-se com José da Áustria em 1760, com descendência.                         |
| Fernando    |        | 20 de janeiro de 1751  | 9 de outubro de 1802   | Duque de Parma. Casou-se com Maria Amália da Áustria em 1769, com descendência. |
| Maria Luísa |        | 9 de dezembro de 1751  | 2 de janeiro de 1819   | Casou-se com Carlos IV da Espanha em 1765, com descendência.                    |